# Streepkokerbeertje
Het streepkokerbeertje (Eilema complana) is een nachtvlinder uit de familie van de spinneruilen (Erebidae) en de onderfamilie van de beervlinders (Arctiinae).
De voorvleugellengte is 14 tot 18 millimeter. De soort is moeilijk te onderscheiden van het plat beertje.
De vlinder komt in Nederland en België voor en heeft als leefgebied zandgronden. Als waardplanten worden mossen, korstmossen en struikhei gebruikt.
De vliegtijd is van juni tot in augustus.